# 中國香港羽毛球總會

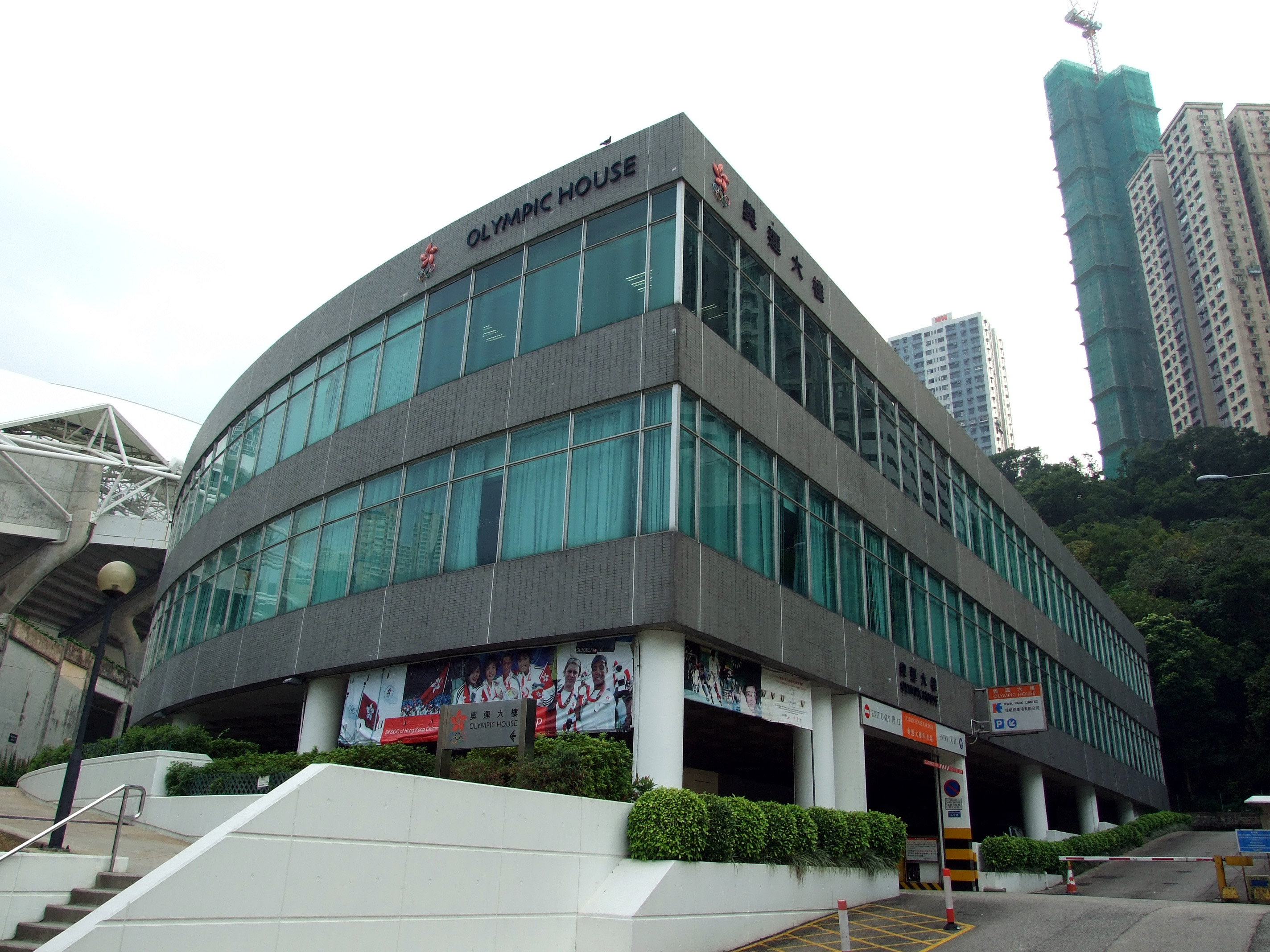
總部所在的奧運大樓

中國香港羽毛球總會（英語：Badminton Association of Hong Kong, China），前稱香港羽毛球總會（英語：Badminton Association of Hong Kong, China）是香港的官方羽毛球組織，成立于1934年，現有屬會共82個。

## 外部連結
- 官方网站